# HK Sibir Nowosibirsk
Der HK Sibir Nowosibirsk (russisch ХК Сибирь Новосибирск) ist ein 1947 gegründeter Eishockeyklub der Stadt Nowosibirsk. Er spielt in der Kontinentalen Hockey-Liga. Die Vereinsfarben sind weiß, blau und rot.

## Geschichte
Der Klub wurde 1947 als Dynamo Nowosibirsk gegründet, ehe er 1962 in Sibir Nowosibirsk umbenannt wurde.

Logo bis 2014

Seit der Gründung gewann die Mannschaft in den Jahren 1954, 1965, 1975, 1979, 1983 und 2002 sechs Mal den Meistertitel der zweiten Spielklasse. Verbunden mit dem Meisterschaftsgewinn 2002 gelang der erstmalige Aufstieg in die Superliga. Bis zu deren Auflösung 2008 spielte die Mannschaft ununterbrochen in selbiger, wobei die beste Platzierung ein sechster Platz in der Saison 2006/07 war.

## Bekannte ehemalige Spieler

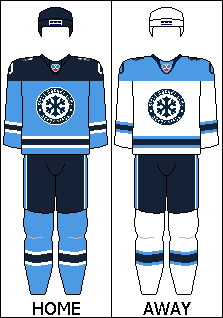
Trikots der Saison 2015/16

- Mikko Koskinen
- Walentin Jegorowitsch Kusin
- Wiktor Wassiljewitsch Nikiforow
- Nikita Saizew
- Wladimir Tarassenko

### Geehrte Spieler
Folgende Spieler wurden durch ein Trikot mit ihrer Nummer unter der Hallendecke geehrt:
- #7  Walentin Jegorowitsch Kusin
- #8  Witali Stain
- #9  Boris Barabanow
- #10 Dmitri Wiktorowitsch Satonski
- #10 Andrei Wladimirowitsch Tarassenko
- #12  Georgi Uglow
- #16  Gennadi Kapkaikin
- #20  Wiktor Doroschtschenko
- #21 Wassili Bakin
- #39  Igor Chramzow

## Trainer seit 1962
| Name                                     | Nat.                      | Beginn         | Ende           |
| ---------------------------------------- | ------------------------- | -------------- | -------------- |
| Juri Dmitrewski                          | Sowjetunion 1955          | 1962           | 1964           |
| Wiktor Swonarjow                         | Sowjetunion 1955          | 1964           | 1966           |
| Gennadi Radajew                          | Sowjetunion 1955          | 1966           | 1967           |
| Witali Stain                             | Sowjetunion 1955          | 1967           | 1971           |
| Wladimir Solotuchin                      | Sowjetunion 1955          | 1971           | 1973           |
| Wiktor Swonarjow                         | Sowjetunion 1955          | 1973           | 1974           |
| Wladimir Solotuchin                      | Sowjetunion 1955          | 1974           | 1975           |
| Nikolai Epstein                          | Sowjetunion 1955          | 1975           | 1978           |
| Wladimir Solotuchin                      | Sowjetunion 1955          | 1978           | 1981           |
| Witali Stain                             | Sowjetunion               | 1981           | 1987           |
| Georgi Uglow                             | Sowjetunion               | 1987           | 1989           |
| Alexei Gutow                             | Sowjetunion               | 1989           | 1990           |
| Wladimir Solotuchin                      | Sowjetunion Russland 1991 | 1990           | 1994           |
| Sergei Akimow                            | Russland                  | 1994           | 1998           |
| Witali Stain                             | Russland                  | 1998           | 2000           |
| Leonid Kisseljow                         | Russland                  | 2000           | 2001           |
| Alexander Woltschkow                     | Russland                  | 2001           | 2002           |
| Sergei Gutow und Wladimir Golz (Interim) | Russland                  | 2002           | 2002           |
| Wladimir Golubowitsch                    | Russland                  | 2002           | 2004           |
| Wladimir Semjonow (Interim)              | Russland                  | 2004           | 2005           |
| Sergei Nikolajew                         | Russland                  | 2005           | 2005           |
| Wladimir Jursinow jun.                   | Russland                  | 2005           | 2006           |
| Sergei Kotow                             | Russland                  | 2006           | 2008           |
| Wladimir Golz (Interim)                  | Kasachstan                | 2008           | 2008           |
| Andrei Chomutow                          | Russland                  | 2008           | 2008           |
| Andrei Tarassenko (Interim)              | Russland                  | 29. Dez. 2008  | 22. Jan. 2009  |
| Wladimir Semjonow                        | Russland                  | 22. Jan. 2009  | 28. Okt. 2009  |
| Andrei Tarassenko                        | Russland                  | 28. Okt. 2009  | 7. Dez. 2011   |
| Dmitri Juschkewitsch                     | Russland                  | 2011           | 2012           |
| Dmitri Kwartalnow                        | Russland                  | 2012           | 2014           |
| Andrej Skabelka                          | Belarus                   | 22. Apr. 2014  | 20. Feb. 2017  |
| Pawel Wladimirowitsch Subow              | Russland                  | 10. Apr. 2017  | 7. Dez. 2017   |
| Wladimir Jursinow jun.                   | Russland                  | 7. Dez. 2017   | 14. Sept. 2018 |
| Aljaksandr Andryjeuski                   | Belarus                   | 15. Sept. 2018 | 15. Apr. 2019  |
| Nikolai Nikolajewitsch Sawaruchin        | Russland                  | 17. Apr. 2019  | 30. Apr. 2021  |
| Andrei Martemjanow                       | Russland                  | 30. Apr. 2021  |                |